# نهر أجوسان
نهر أجوسان هو ثالث أطول نهر في الفلبين، ويقع في الجزء الشمالي الشرقي من جزيرة مينداناو، ويستنزف غالبية منطقة كاراجا وبعض أجزاء دافاو دي أورو. إنه ثالث أكبر نهر في البلاد (بعد نهر كاغيان وريو غراندي دي مينداناو ) بمساحة صرف إجمالية 11,937 كيلومتر مربع (4,609 ميل2) ويقدر طوله بـ 349 كيلومتر (217 ميل) من أصله.   

## جغرافية
تم العثور على منابع النهر في جبال دافاو دي أورو، بالقرب من حدوده مع دافاو أورينتال وشرق تاجوم . يتدفق عبر وادي نهر أجوسان الواسع الذي 177 كيلومتر (110 ميل) من الجنوب إلى الشمال ويتراوح عرضه من 32 إلى 32–48 كيلومتر (20–30 ميل) .  أخيرًا يصب في خليج بوتوان عند مصبه في بوتوان .
أحد المعالم البارزة في حوض نهر أجوسان هو وجود مستنقع أجوسان الذي يغطي مساحة إجمالية قدرها 19,197 هكتار (47,440 أكر) . يخدم المستنقع حوضًا للاحتفاظ بالفيضانات لنهر أجوسان، مما يقطع التصريف العالي للمياه مما يتسبب في حدوث فيضانات مفاجئة في الروافد السفلية للنهر. بصرف النظر عن ذلك، فإن المستنقعات تضم موائل فريدة ونقية مثل غابات الساجو والمستنقعات الخثية وهي موطن للنباتات والحيوانات المهددة بالانقراض والمتوطنة. نتيجة لذلك، تم تعيينها محمية للحياة البرية من قبل الرئيس آنذاك فيديل في راموس في عام 1996. 

### مستجمعات المياه
ينقسم حوض نهر أجوسان إلى ثلاثة أحواض فرعية على أساس السمات الطبوغرافية: حوض نهر أجوسان العلوي، وحوض نهر أجوسان الأوسط، وحوض نهر أجوسان السفلي. حوض نهر أجوسان العلوي هو الجزء الممتد من منابعه في جبال دافاو دي أورو إلى سانتا جوزيفا، وأغوسان ديل سور إلى فيرويلا، وأجوسان ديل سور، وحوض نهر أجوسان الأوسط هو جزء من النهر من سانتا جوزيفا إلى أمبارو، أجوسان ديل سور بينما الحوض السفلي لنهر أجوسان من أمبارو إلى مصبه في بوتوان .

## أنظر أيضا
- قائمة أنهار الفلبين

## روابط خارجية
قالب:Principal Rivers of the Philippines